# Heinrich Kronen
Heinrich Kronen (* 27. Juli 1883 in St. Tönis; † 18. Februar 1956 in Krefeld) war ein deutscher Politiker und Landtagsabgeordneter (FDP).
Nach dem Schulbesuch absolviert er eine Ausbildung und war als Futtermittelhändler tätig. Nach dem Zweiten Weltkrieg war er Mitglied des Rates der Gemeinde St. Tönis.
Vom 20. April 1947 bis zum 17. Juni 1950 war Kronen Mitglied des Landtags des Landes Nordrhein-Westfalen. Er wurde über die Landesliste seiner Partei gewählt.